# 中国铁路客车
中国铁路客车根据用途的不同，主要有如下几种：硬座车、软座车、硬卧车、软卧车、行李车、餐车。此外，某些特别用途的车辆，如试验车、公务车等，因为同样采用客车结构，按官方分类也属于客车中“其他车”的类别。各种类型的客车车厢都拥有特定的代号和编码范围。
至2006年底，全國鐵路客車擁有量達到4.26萬輛，其中空調客車2.30萬輛，佔客車總數的53.9%。预计到2012年，中国鐵路技術裝備將基本實現現代化，除了大量投入運營動車組外，普通空調客車佔客車保有量的66％以上。

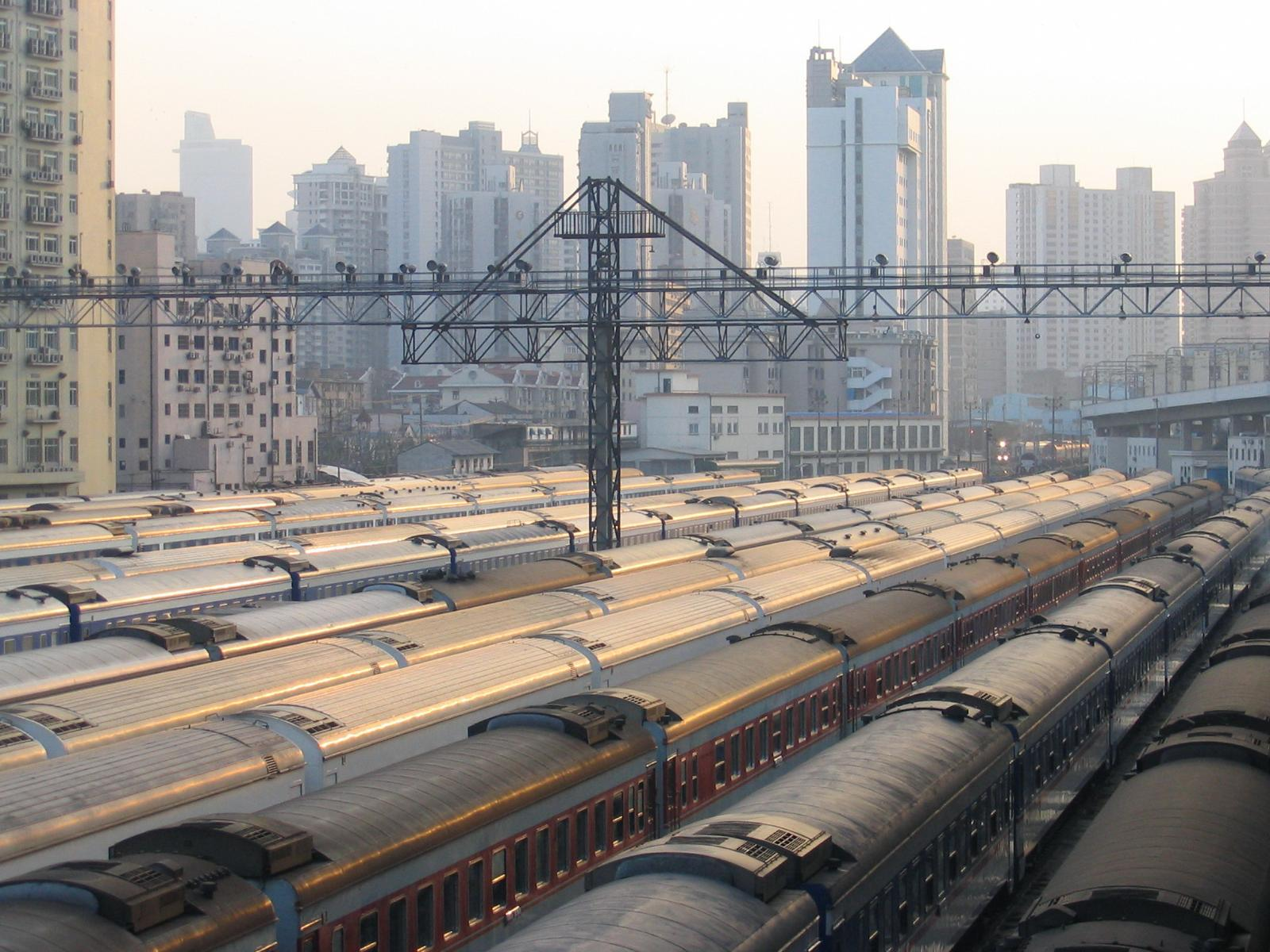
上海客技站内的铁路客车

根据中国国家铁路集团有限公司2019年统计公报显示，中国内地地区共拥有客车7.6万辆。其中，动车组3665标准组、29319辆。动车组率约为38.57%。

## 车种代号及编号
中国铁路普速客车均在车身上按固定格式标注车种及车号，车种代码在前，车型在车种代码后以下标形式标明，客车编号在后。

### 车种代码

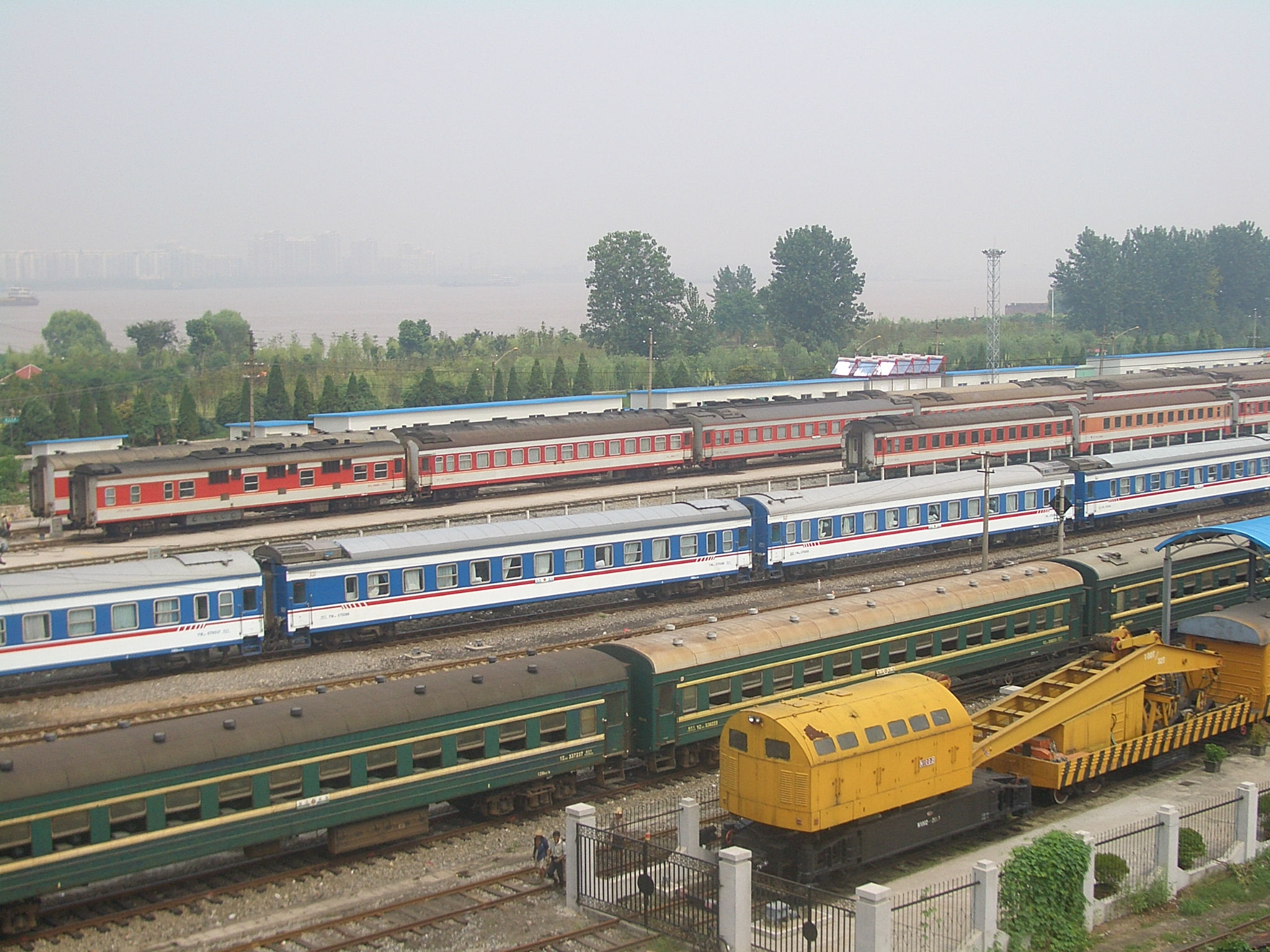
各种铁路客车(在旧武昌北站)

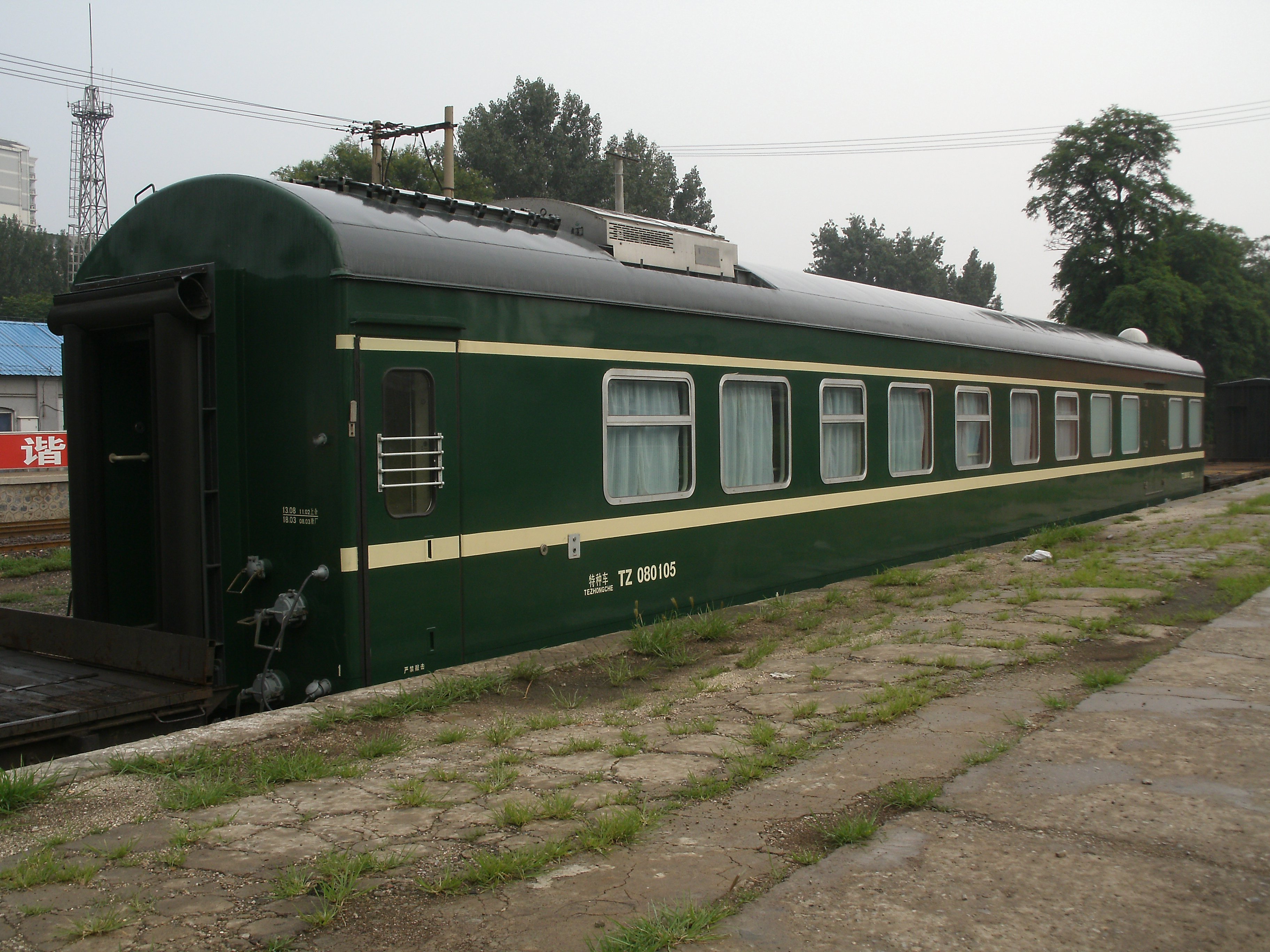
特种车

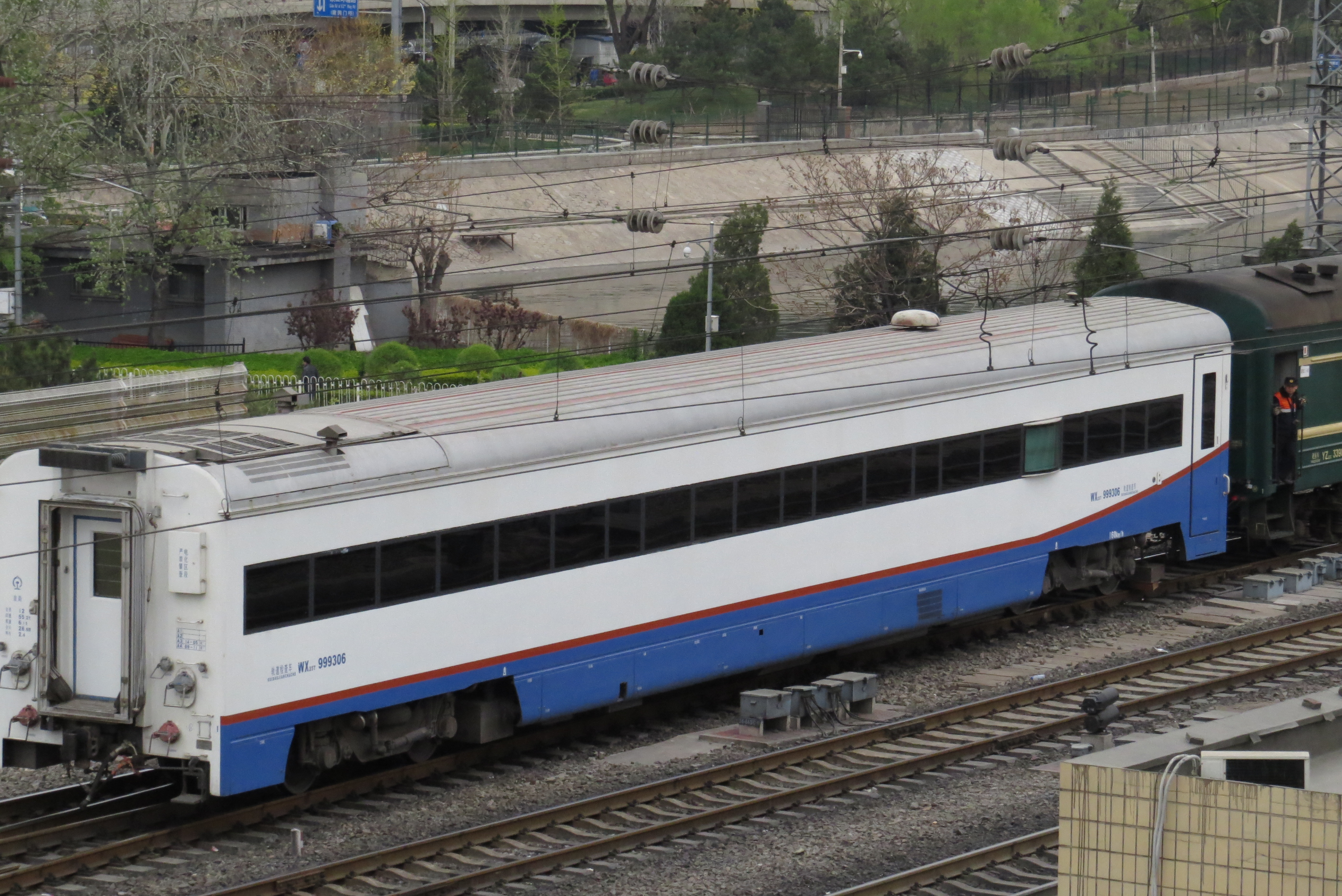
轨道检查在北京站

中国铁路客车的车种代码在1929至1949年（民国时期）用英文缩写表示，1950至1959年用注音符號表示，1960年起用拼音首字母表示。
| 车种                 | 代码              | 车种           | 代码          |
| -------------------- | ----------------- | -------------- | ------------- |
| 软座车               | RZ                | 硬座车         | YZ            |
| 特等/一等/二等软座车 | RZT/RZ1/RZ2       | 双层软座行李车 | SRZX（SRZXL） |
| 软座行李车           | RZX（后改为RZXL） | 软卧硬卧车     | RYW           |
| 软卧车               | RW                | 硬卧车         | YW            |
| 双层硬座车           | SYZ               | 双层软座车     | SRZ           |
| 双层硬卧车           | SYW               | 双层软卧车     | SRW           |
| 餐车                 | CA                | 双层餐车       | SCA           |
| 行李车               | XL                | 空调发电车     | KD            |
| 邮政车               | UZ                | 公务车         | GW            |
| 维修车               | WX                | 试验车         | SY            |
| 轨道检查车           | DJ                | 特种车         | TZ            |

### 客车编号
下表中发电车、维修车、试验车记作“其他车”。
| 车种   | 国铁编码范围   | 地方合资铁路编码范围 |
| ------ | -------------- | -------------------- |
| 合造车 | 100000～109999 | 001000～009999       |
| 软座车 | 110000～199999 | 010000～019999       |
| 行李车 | 200000～299999 | 020000～029999       |
| 硬座车 | 300000～499999 | 030000～049999       |
| 软卧车 | 500000～599999 | 050000～059999       |
| 硬卧车 | 600000～799999 | 060000～079999       |
| 餐车   | 800000～899999 | 080000～089999       |
| 其他车 | 900000～999999 | 090000～099999       |

## 发展

### 中国铁路21型客车
21型客车是中国铁路第一代主型客车，1953年开始生产，1961年停止生产。车长21.9745 m，车宽3.0045 m，车体为全钢铆接焊接组合结构，采用均衡梁导框式转向架，构造速度80～100km/h，车辆自重48/45t。硬座车原设计 2+2座位布局，定员88名。1955年改为 2+3座位布局，定员增至108名。1957年再次进行减轻自重的设计改进，将车体结构改为焊接，侧墙带压筋，车辆自重降至43/39t。21型硬卧车为三层卧铺布局，定员54人，铺位较宽，但中铺较低，自1958年就停止生产，被YW22型取代。

### 中国铁路22型客车

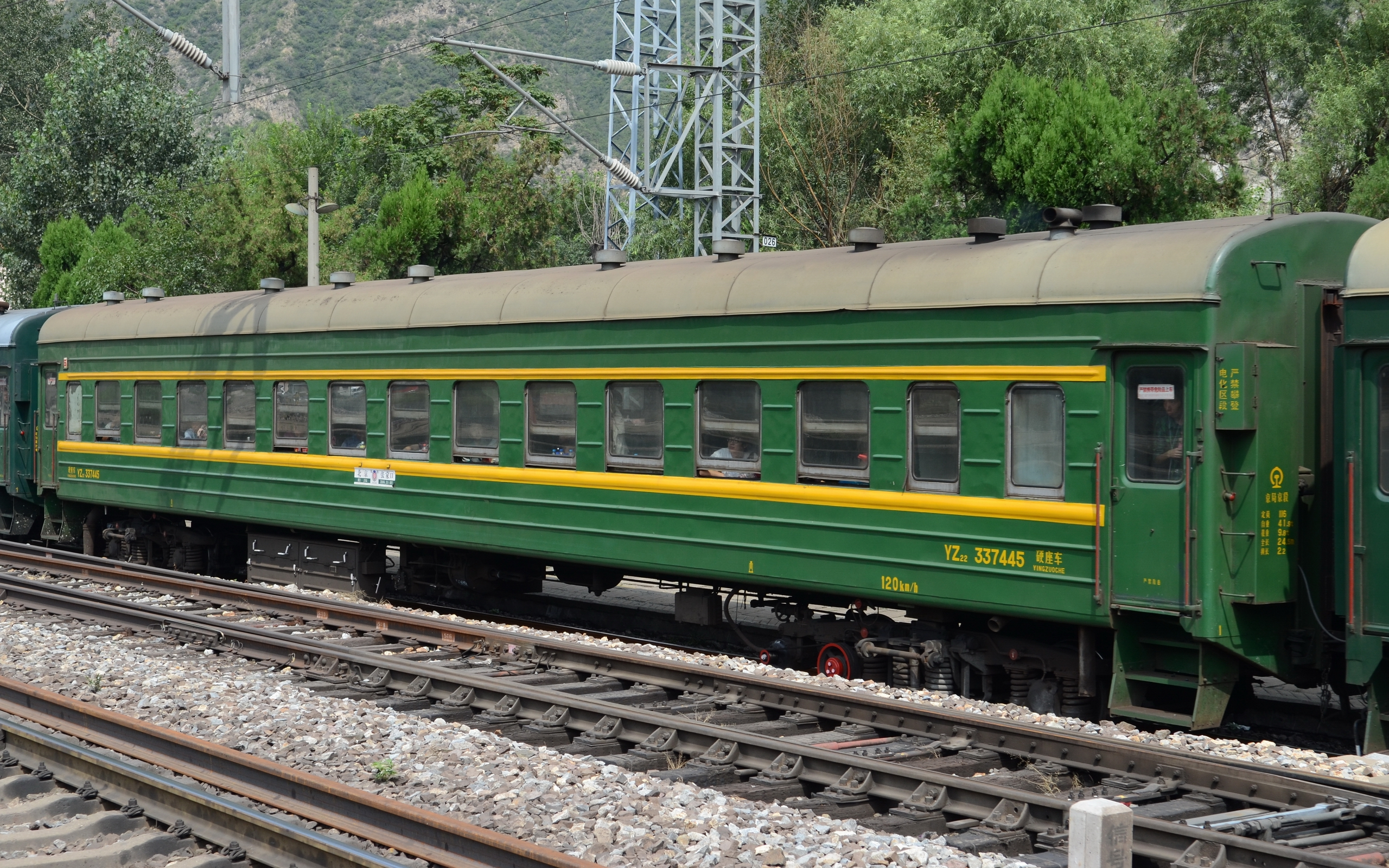
22型客车

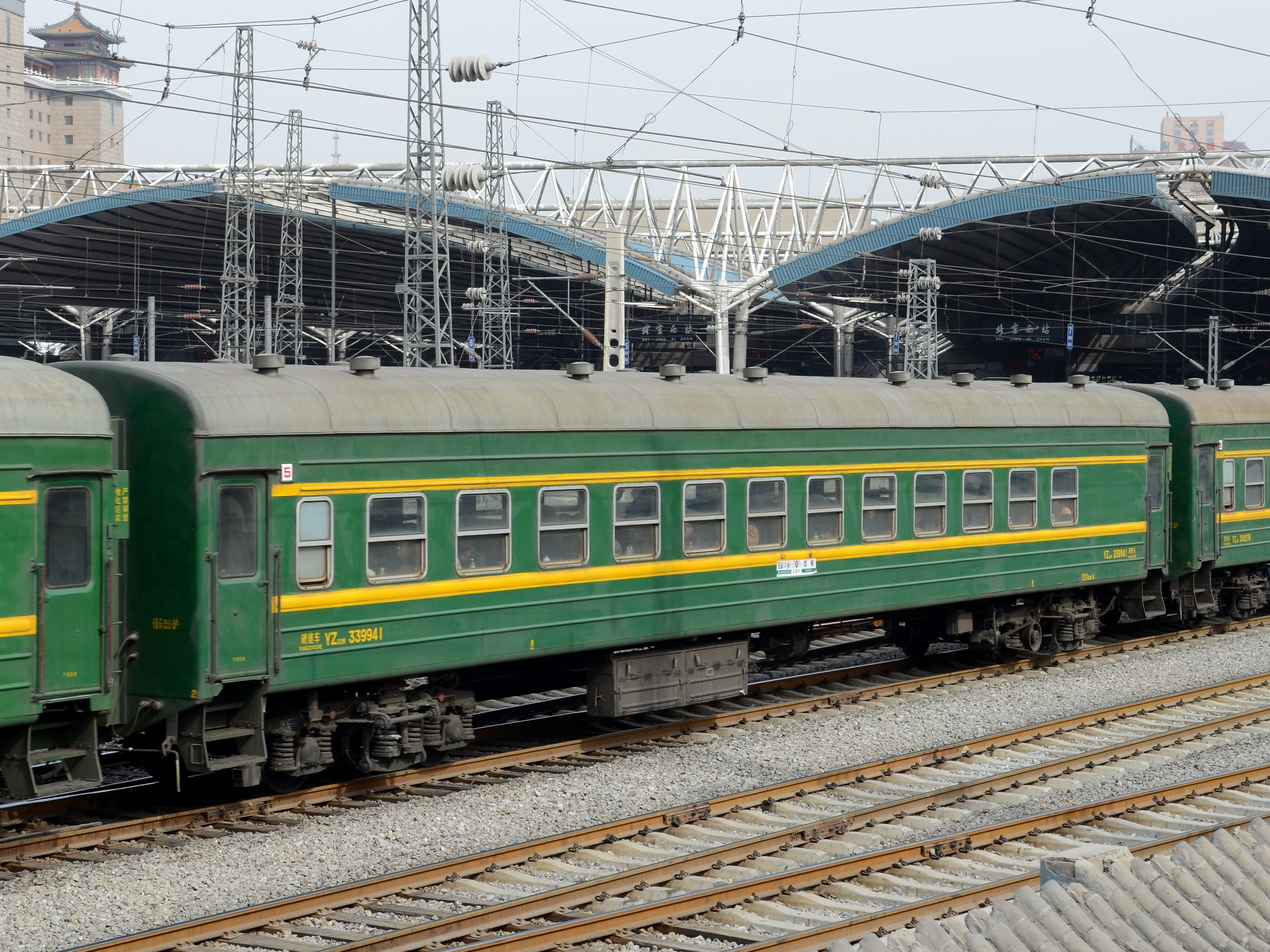
22B型客车

22型客车是中国铁路第二代主型客车，别称“绿皮车”，1959年开始生产，1994年停止生产。车体长23.6m，车宽3.105m，车体为有中梁薄壁筒体全钢焊接结构。在钢骨架外焊有金属板，形成一个封闭壳体，俗称薄壁筒型结构车体；为增加结构的强度和刚度，壳体内采用了墙板压筋方式，形成整体承载。采用无导框转向架，构造速度120km／h。硬座车为 2+3座位布局，定员120名，座位之间设有固定式茶桌。1961年将取暖方式改为大气压式，定员增加到122名，即YZ23型。1962年，对22、23型车重新修改设计，将23型定员又改为120名。1970年对车内造型及部分结构又作了较大的设计改进，仍采用独立取暖房，定员改为116名。1957年首批22型硬卧车有9个各容纳6个卧铺（两层睡铺带边铺）及一个可容纳四个卧铺（两层睡铺不带边铺）的敞开式单间。1958年改为9个各容纳8个卧铺（三层睡铺带边铺）及一个可容纳5个卧铺（三层睡铺带边铺）的敞开式单间。1966年后，改为10个敞开式单间，每间三层半软席卧铺两组。取消了边铺，改为18个活动座椅和10个活动小茶桌，并将厕所与洗脸间分开。
- 22A、22B、22C 是22型客车改型，区别主要在车体的材质上。
  - 22A型由长春轨道客车生产，车体结构广泛采用耐候钢，并在车厢平面布置上和内部装修上有较大改进，获得国家优质奖。
  - 22B型是在22型原型（碳素结构钢）以及改进22A型客车的基础上车体结构广泛采用耐候钢。
- 18、19、23、31型也为22型系列的车型：
  - 18型、19型是用于国际联运的客车，构造速度为140~160km／h。
    - 19型是高级卧铺包厢客车。

  - 31型是市郊用车，只有YZ31型硬座车一種，其座位布局跟地鐵相若，為打直座位，以站位為主。
  - 23型（不包括餐車）的车厢取暖方式为大气压式蒸汽取暖。
  - 23型餐车由22型餐车不合理的平面结构改进而成，取消了通过台。

### 中国铁路24型客车
24型客车1980年代由德意志民主共和国制造。车体结构沿用了社会主义阵营国家标准国际联运列车的客车尺寸，采用211型转向架，车种有软座车和软卧车。
另外，1960年代试制，用于广深铁路的空调客车列车组，当时车型称“RZ24型”。

### 中国铁路25型客车

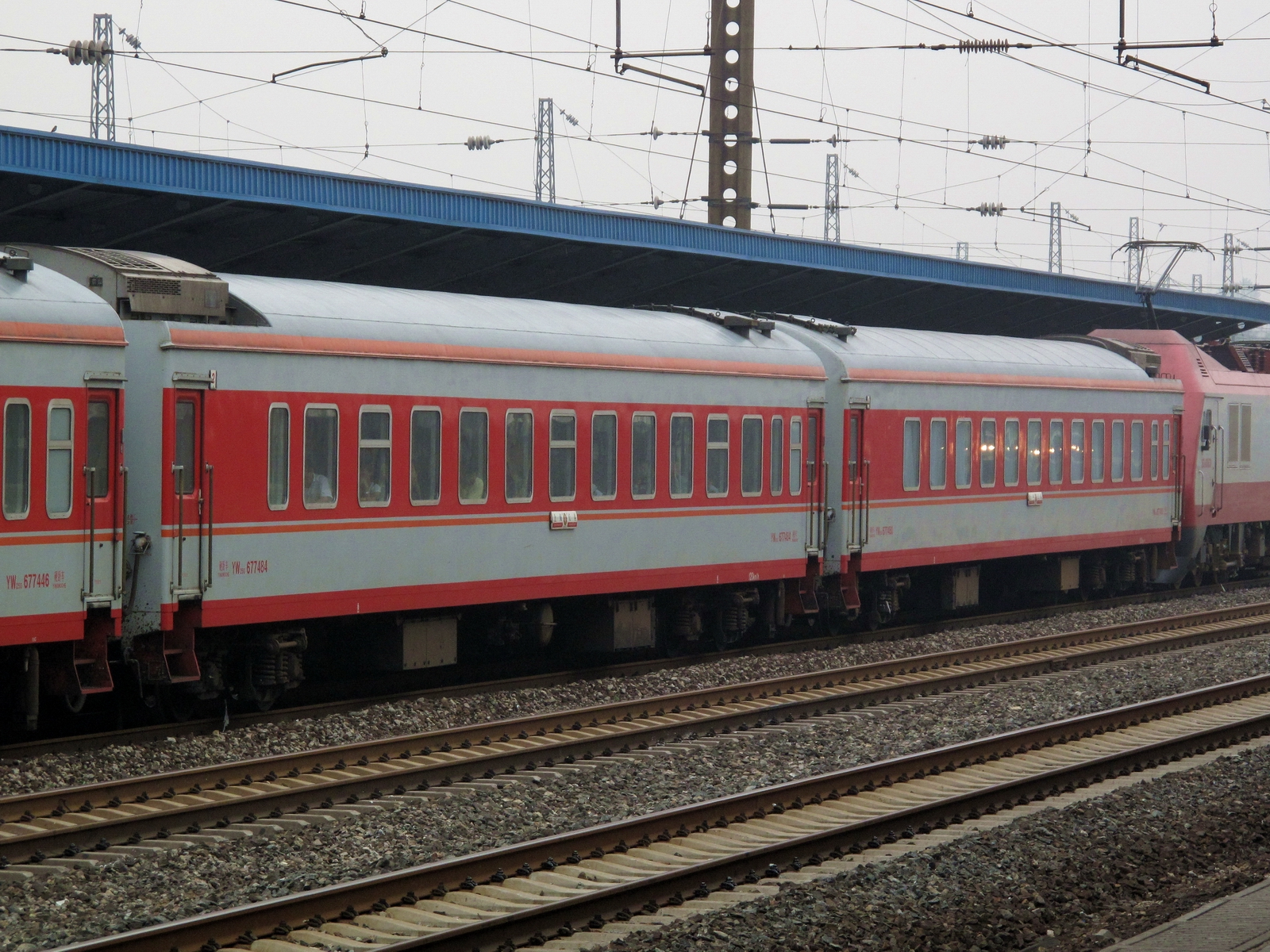
25G型客车

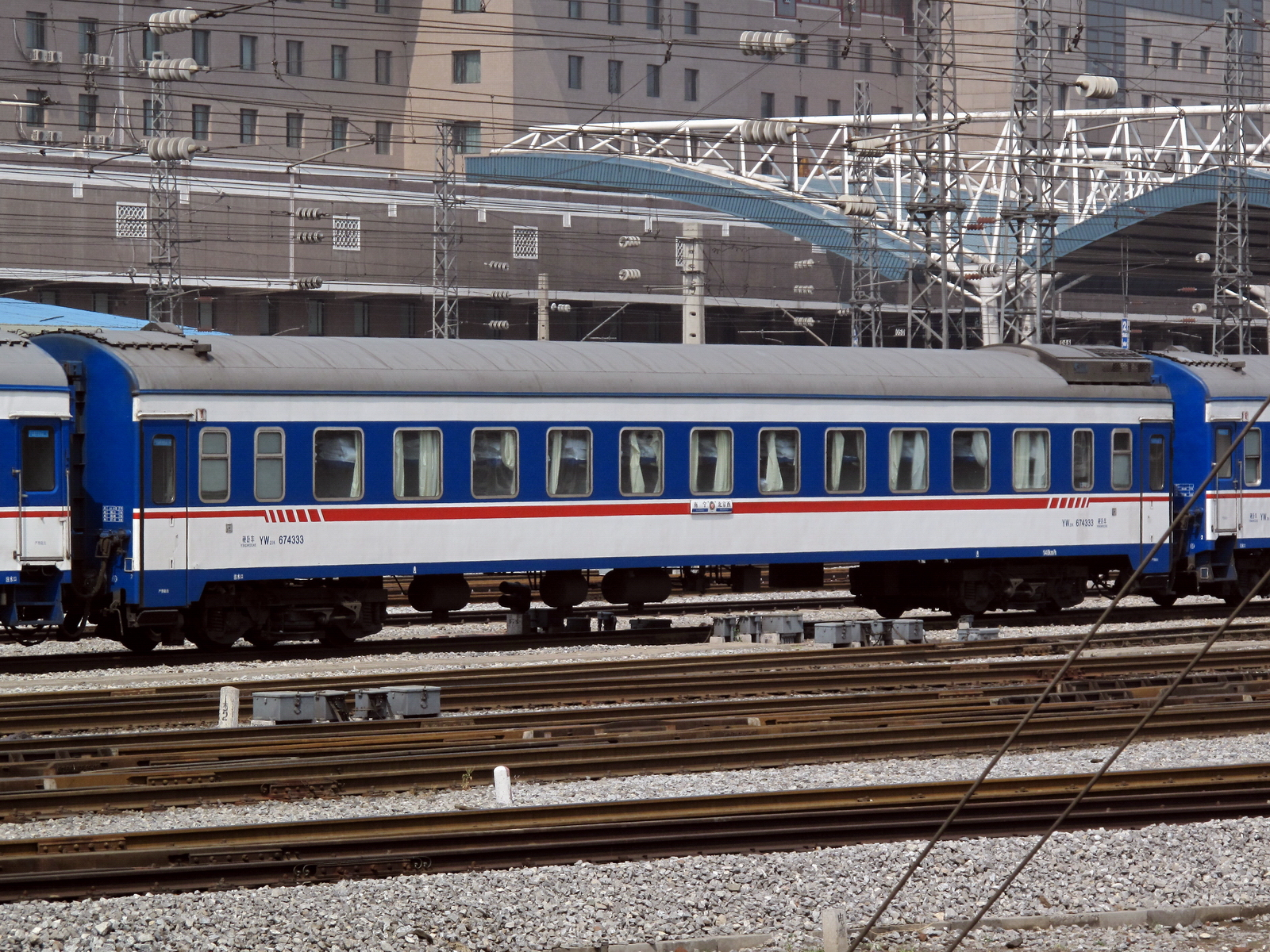
25K型客车

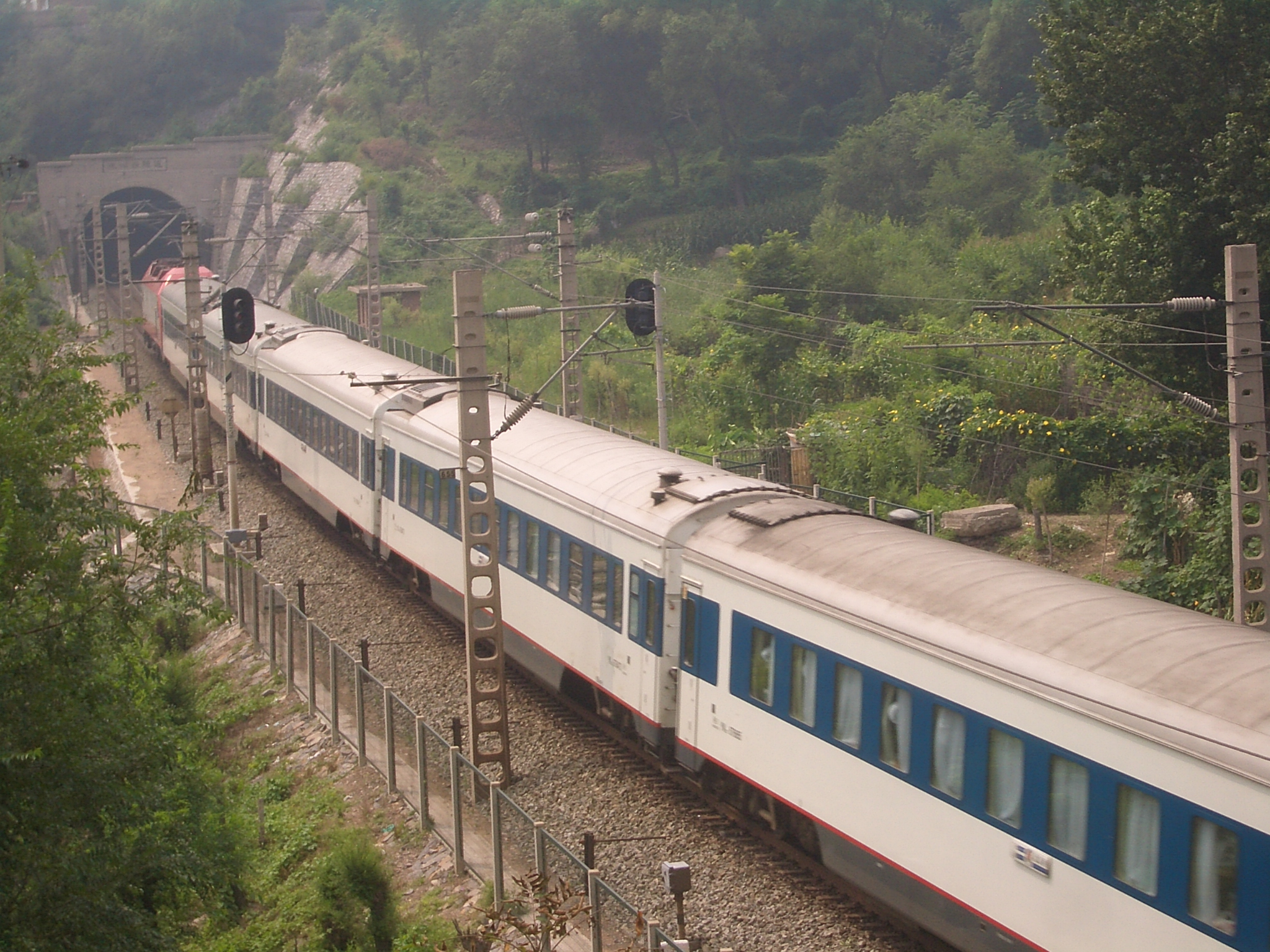
25T型客车

25型客车是中国铁路第三代主型客车。25型客车最初自1967年开始试制，车长25.5米。1978～1985年铁道部制定科技规划中要求研制车长25.5米客车。1986年由铁道部下达25.5米新型空调客车的研制要求。这种客车结构上的特点有：低合金钢结构的车体为无中粱薄壁筒形整体承载结构，侧墙为平板无压筋结构。定员较多，构造速度较高，集中供电，各车均有车顶单元式空调装置和电热装置。采用低噪声、耐磨耗风挡，安装铝合金单元车窗，端门为自动门，行李架采用板式结构铝型材制造。
此后，1987年开始利用国外技术制造25.5米集中供电空调客车。自1990年代开始，根据客车升级换代的要求相继研制车长25.5米的25型系列客车。
25型客车除基本车型外还有双层客车。25型双层客车于1989年起投入上海—南京间运营。硬座车定员186席，比25型硬座车多58席，软座车110席，比25型软座车多30席；车体长仍为25.5m，宽3.105m，高4.75m，车底面距轨面高度为0.25m；采用空气弹簧悬挂和盘形制动装置的转向架。双层客车客室分上、下两层，两端为单层（即中层），中层设置乘务员室和厕所及其他辅助室，上、下层与中层之间设有扶梯。此外，还研制了中长途双层卧车。
- 25型客车是中國第一代車長25.5米的試制性鐵路客車。
- 25A型客车是通过国际招标中标后一次性生产的集中供电空调客车，与英国和日本的公司合作试制。一共168辆客车，也称“168”客车。这批客车限定区间为北京以南，构造速度为140km/h。采用进口高档材料和设备，制造成本比较高。[8]
- 25B型客车是基于25A型客车基础上升级换代的普通客车，颜色涂装与22型客车一样，除软卧车、餐车安装本车柴油发电机供电空调外，其余车种无空调；但硬卧车厢里唯一与22型硬卧客车不同的是，22型硬卧客车的中铺和上铺外侧各有两个绿皮吊带来保护乘客不会从上面掉下来，但25B型硬卧客车的中铺和上铺外侧则是普通的铁栏杆保护装置，与其它25型硬卧客车的中上铺的保护装置无任何区别
- 25G型客车是升级换代集中供电空调客车，25A型空调客车国产化改进型，技术条件与25A型相同，降低了生产成本。根据供电制式的不同分为机车供电和发电车供电两个版本[9]
- 25Z型准高速客车为运行于广深准高速铁路线上研制，设计时速为160km/h，最高试验速度达183km/h。[10] 是中国铁路第一代准高速客车。主要用于中短途城际特快列车。
- 25K型客车为中国铁路第一次大提速开始开行的特快列车车体。[11] 是基于25Z型准高速客车的研制经验设计。
- 25T型客车为中国铁路第五次大提速开始开行的直达特快列车车体。是25K型快速客車的后续型号。[12] 由龐巴迪公司提供技术并授权四方-庞巴迪-鲍尔公司（BSP）研发量产，定型后由其他国内客车车辆厂国产化。
- RW19T、RW19K等是高級軟臥包廂客车，通常加掛於直达特快或者特快列車為主。

#### 中国铁路25型客车技术参数一览表
| 型号  | 类型 | 硬座定员  | 软座定员 | 硬卧定员 | 软卧定员（含高包） | 餐车 | 车体长度(m) | 车体宽度(m) | 车体高度(m)   | 构造速度(km/h) | 通过最小曲线半径(m) | 首台制造年代 |
| ----- | ---- | --------- | -------- | -------- | ------------------ | ---- | ----------- | ----------- | ------------- | -------------- | ------------------- | ------------ |
| 25B型 | 普通 | 128 / 118 |          | 66 / 44  | 36                 | 48   | 25.5        | 3.105       | 4.433         | 140            | 145                 | 1992年       |
| 25B型 | 双层 | 174       | 108      | 80       | 50                 | 72   | 25.5        | 3.105       | 4.750         | 140            | 145                 | 1992年       |
| 25G型 | 普通 | 118 / 108 | 72 / 88  | 66       | 36                 | 48   | 25.5        | 3.105       | 4.433         | 140            | 145                 | 1992年       |
| 25K型 | 普通 | 118       | 72       | 66       | 36 / 18            | 48   | 25.5        | 3.105       | 4.433         | 160            | 145                 | 1997年       |
| 25K型 | 双层 | 148       | 108      |          |                    | 72   | 25.5        | 3.105       | 4.750         | 160            | 145                 | 1997年       |
| 25T型 | 普通 | 118       | 72       | 66       | 36 / 18            | 48   | 25.5        | 3.105       | 4.433         | 160            | 145                 | 2001年       |
| 25Z型 | 特等 |           | 42       |          |                    |      | 25.5        | 3.105       | 4.050 / 4.433 | 160            | 145                 | 1993年       |
| 25Z型 | 一等 |           | 68 / 76  |          |                    | 36   | 25.5        | 3.105       | 4.050 / 4.433 | 160            | 145                 | 1993年       |
| 25Z型 | 二等 |           | 88       |          |                    | 36   | 25.5        | 3.105       | 4.050 / 4.433 | 160            | 145                 | 1993年       |
| 25Z型 | 双层 |           | 108 / 92 |          |                    | 60   | 25.5        | 3.105       | 4.750         | 160            | 145                 | 1993年       |